# Temporada 1992-93 de los Chicago Bulls
La temporada 1992-93 fue la vigesimoséptima de los Chicago Bulls en la NBA. La temporada regular acabaron con 57 victorias y 25 derrotas, ocupando la segunda posición de la Conferencia Este, clasificándose para los playoffs, en los que acabarían resultando campeones por tercer año consecutivo, tras derrotar en las Finales a los Phoenix Suns.

## Elecciones en elDraft
| Ronda | Puesto | Jugador         | Posición  | Nacionalidad   | Universidad/Club |
| ----- | ------ | --------------- | --------- | -------------- | ---------------- |
| 1     | 27     | Byron Houston   | Ala-Pívot | Estados Unidos | Oklahoma State   |
| 2     | 33     | Corey Williams  | Base      | Estados Unidos | Oklahoma State   |
| 2     | 39     | Litterial Green | Base      | Estados Unidos | Georgia          |

## Temporada regular
| División Central      | División Central | División Central | División Central | División Central | División Central | División Central | División Central | División Central |
| Equipo                | G                | P                | %                | PD               | Casa             | Fuera            | Div              |                  |
| --------------------- | ---------------- | ---------------- | ---------------- | ---------------- | ---------------- | ---------------- | ---------------- | ---------------- |
| y-Chicago Bulls       | 57               | 25               | .695             | —                | 31–10            | 26–15            | 19–9             |                  |
| x-Cleveland Cavaliers | 54               | 28               | .659             | 3                | 35–6             | 19–22            | 22–6             |                  |
| x-Charlotte Hornets   | 44               | 38               | .537             | 13               | 22–19            | 22–19            | 12–16            |                  |
| x-Atlanta Hawks       | 43               | 39               | .524             | 14               | 25–16            | 18–23            | 12–16            |                  |
| x-Indiana Pacers      | 41               | 41               | .500             | 16               | 27–14            | 14–27            | 11–17            |                  |
| Detroit Pistons       | 40               | 42               | .488             | 17               | 28–13            | 12–29            | 12–16            |                  |
| Milwaukee Bucks       | 28               | 54               | .341             | 29               | 18–23            | 10–31            | 10–18            |                  |

## Playoffs

### Primera ronda
Chicago Bulls  vs. Atlanta Hawks
| Fecha       | Partido                              | Ciudad  |
| ----------- | ------------------------------------ | ------- |
| 30 de abril | Chicago Bulls 114, Atlanta Hawks 90  | Chicago |
| 2 de mayo   | Chicago Bulls 117, Atlanta Hawks 102 | Chicago |
| 4 de mayo   | Atlanta Hawks 88, Chicago Bulls 98   | Atlanta |
|             | Chicago Bulls gana las series 3-0    |         |

### Semifinales de Conferencia
Chicago Bulls  vs. Cleveland Cavaliers
| Fecha      | Partido                                    | Ciudad    |
| ---------- | ------------------------------------------ | --------- |
| 11 de mayo | Chicago Bulls 91, Cleveland Cavaliers 84   | Chicago   |
| 13 de mayo | Chicago Bulls 104, Cleveland Cavaliers 85  | Chicago   |
| 15 de mayo | Cleveland Cavaliers 90, Chicago Bulls 96   | Cleveland |
| 17 de mayo | Cleveland Cavaliers 101, Chicago Bulls 103 | Cleveland |
|            | Chicago Bulls gana las series 4-0          |           |

### Finales de Conferencia
New York Knicks vs. Chicago Bulls
| Fecha      | Partido                               | Ciudad     |
| ---------- | ------------------------------------- | ---------- |
| 23 de mayo | New York Knicks 98, Chicago Bulls 90  | Nueva York |
| 25 de mayo | New York Knicks 96, Chicago Bulls 91  | Nueva York |
| 29 de mayo | Chicago Bulls 103, New York Knicks 83 | Chicago    |
| 31 de mayo | Chicago Bulls 105, New York Knicks 95 | Chicago    |
| 2 de junio | New York Knicks 94, Chicago Bulls 97  | Nueva York |
| 4 de junio | Chicago Bulls 96, New York Knicks 88  | Chicago    |
|            | Chicago Bulls gana las series 4-2     |            |

### Finales de la NBA
Phoenix Suns vs. Chicago Bulls
| Fecha       | Partido                             | Ciudad  |
| ----------- | ----------------------------------- | ------- |
| 9 de junio  | Phoenix Suns 92, Chicago Bulls 100  | Phoenix |
| 11 de junio | Phoenix Suns 108, Chicago Bulls 111 | Phoenix |
| 13 de junio | Chicago Bulls 121, Phoenix Suns 129 | Chicago |
| 16 de junio | Chicago Bulls 111, Phoenix Suns 105 | Chicago |
| 18 de junio | Chicago Bulls 98, Phoenix Suns 108  | Chicago |
| 20 de junio | Phoenix Suns 98, Chicago Bulls 99   | Phoenix |
|             | Chicago Bulls gana las finales 4-2  |         |

## Estadísticas

### Temporada regular
| Rk | Jugador         | Edad | P  | PT | MP   | TC   | TCI  | %TC  | T3  | T3I | %T3  | TL  | TLI | %TL   | RO  | RD  | RT  | AS  | RB  | TAP | BP  | FP  | PTS  |
| -- | --------------- | ---- | -- | -- | ---- | ---- | ---- | ---- | --- | --- | ---- | --- | --- | ----- | --- | --- | --- | --- | --- | --- | --- | --- | ---- |
| 1  | Michael Jordan  | 29   | 78 | 78 | 39.3 | 12.7 | 25.7 | .495 | 1.0 | 2.9 | .352 | 6.1 | 7.3 | .837  | 1.7 | 5.0 | 6.7 | 5.5 | 2.8 | 0.8 | 2.7 | 2.4 | 32.6 |
| 2  | Scottie Pippen  | 27   | 81 | 81 | 38.6 | 7.8  | 16.4 | .473 | 0.3 | 1.1 | .237 | 2.9 | 4.3 | .663  | 2.5 | 5.2 | 7.7 | 6.3 | 2.1 | 0.9 | 3.0 | 2.7 | 18.6 |
| 3  | Horace Grant    | 27   | 77 | 77 | 35.6 | 5.5  | 10.8 | .508 | 0.0 | 0.1 | .200 | 2.3 | 3.6 | .619  | 4.4 | 5.0 | 9.5 | 2.6 | 1.2 | 1.2 | 1.4 | 2.8 | 13.2 |
| 4  | B.J. Armstrong  | 25   | 82 | 74 | 30.4 | 5.0  | 10.0 | .499 | 0.8 | 1.7 | .453 | 1.6 | 1.8 | .861  | 0.3 | 1.5 | 1.8 | 4.0 | 0.8 | 0.1 | 1.0 | 2.1 | 12.3 |
| 5  | Bill Cartwright | 35   | 63 | 63 | 19.9 | 2.2  | 5.4  | .411 | 0.0 | 0.0 |      | 1.1 | 1.6 | .735  | 1.3 | 2.4 | 3.7 | 1.3 | 0.3 | 0.2 | 1.0 | 2.4 | 5.6  |
| 6  | Scott Williams  | 24   | 71 | 5  | 19.3 | 2.3  | 5.0  | .466 | 0.0 | 0.1 | .000 | 1.3 | 1.8 | .714  | 2.4 | 4.0 | 6.4 | 1.0 | 0.8 | 0.9 | 1.0 | 3.2 | 5.9  |
| 7  | John Paxson     | 32   | 59 | 8  | 17.5 | 1.8  | 3.9  | .451 | 0.3 | 0.7 | .463 | 0.3 | 0.3 | .850  | 0.2 | 0.7 | 0.8 | 2.3 | 0.6 | 0.0 | 0.5 | 1.7 | 4.2  |
| 8  | Rodney McCray   | 31   | 64 | 5  | 15.9 | 1.4  | 3.2  | .451 | 0.0 | 0.1 | .400 | 0.6 | 0.8 | .692  | 0.8 | 1.6 | 2.5 | 1.3 | 0.2 | 0.2 | 0.8 | 1.5 | 3.5  |
| 9  | Stacey King     | 26   | 76 | 3  | 13.9 | 2.1  | 4.5  | .471 | 0.0 | 0.1 | .333 | 1.1 | 1.6 | .705  | 1.4 | 1.3 | 2.7 | 0.9 | 0.3 | 0.3 | 0.9 | 1.7 | 5.4  |
| 10 | Will Perdue     | 27   | 72 | 16 | 13.9 | 1.9  | 3.4  | .557 | 0.0 | 0.0 | .000 | 0.9 | 1.5 | .604  | 1.4 | 2.6 | 4.0 | 1.0 | 0.3 | 0.7 | 1.0 | 1.9 | 4.7  |
| 11 | Trent Tucker    | 33   | 69 | 0  | 13.2 | 2.1  | 4.3  | .485 | 0.8 | 1.9 | .397 | 0.3 | 0.3 | .818  | 0.2 | 0.8 | 1.0 | 1.2 | 0.3 | 0.1 | 0.3 | 0.9 | 5.2  |
| 12 | Darrell Walker  | 31   | 28 | 0  | 13.1 | 1.1  | 2.8  | .403 | 0.0 | 0.0 |      | 0.4 | 0.7 | .500  | 0.6 | 0.8 | 1.4 | 1.6 | 0.8 | 0.1 | 0.4 | 1.8 | 2.6  |
| 13 | Ed Nealy        | 32   | 11 | 0  | 7.2  | 0.9  | 2.1  | .435 | 0.1 | 0.5 | .200 | 0.2 | 0.2 | 1.000 | 0.4 | 1.1 | 1.5 | 0.2 | 0.3 | 0.1 | 0.2 | 0.5 | 2.1  |
| 14 | Corey Williams  | 22   | 35 | 0  | 6.9  | 0.9  | 2.4  | .365 | 0.0 | 0.1 | .333 | 0.5 | 0.6 | .818  | 0.5 | 0.3 | 0.9 | 0.7 | 0.1 | 0.1 | 0.3 | 0.7 | 2.3  |
| 15 | Joe Courtney    | 23   | 5  | 0  | 6.8  | 0.8  | 1.8  | .444 | 0.0 | 0.0 |      | 0.6 | 0.8 | .750  | 0.4 | 0.0 | 0.4 | 0.2 | 0.4 | 0.2 | 0.6 | 1.8 | 2.2  |
| 16 | Ricky Blanton   | 26   | 2  | 0  | 6.5  | 1.5  | 3.5  | .429 | 0.0 | 0.0 |      | 0.0 | 0.0 |       | 1.0 | 0.5 | 1.5 | 0.5 | 1.0 | 0.0 | 0.5 | 0.5 | 3.0  |
| 17 | Jo Jo English   | 22   | 6  | 0  | 5.2  | 0.5  | 1.7  | .300 | 0.0 | 0.5 | .000 | 0.0 | 0.3 | .000  | 0.3 | 0.7 | 1.0 | 0.2 | 0.5 | 0.3 | 0.7 | 0.8 | 1.0  |

### Playoffs
| Rk | Jugador         | Edad | P  | PT | MP   | TC   | TCI  | %TC  | T3  | T3I | %T3  | TL  | TLI | %TL  | RO  | RD  | RT  | AS  | RB  | TAP | BP  | FP  | PTS  |
| -- | --------------- | ---- | -- | -- | ---- | ---- | ---- | ---- | --- | --- | ---- | --- | --- | ---- | --- | --- | --- | --- | --- | --- | --- | --- | ---- |
| 1  | Scottie Pippen  | 27   | 19 | 19 | 41.5 | 8.0  | 17.2 | .465 | 0.2 | 0.9 | .176 | 3.9 | 6.1 | .638 | 1.9 | 5.0 | 6.9 | 5.6 | 2.2 | 0.7 | 3.7 | 3.3 | 20.1 |
| 2  | Michael Jordan  | 29   | 19 | 19 | 41.2 | 13.2 | 27.8 | .475 | 1.5 | 3.8 | .389 | 7.2 | 8.9 | .805 | 1.7 | 5.1 | 6.7 | 6.0 | 2.1 | 0.9 | 2.4 | 3.1 | 35.1 |
| 3  | Horace Grant    | 27   | 19 | 19 | 34.3 | 4.4  | 8.0  | .546 | 0.0 | 0.0 |      | 1.9 | 2.8 | .685 | 3.2 | 5.0 | 8.2 | 2.3 | 1.2 | 1.2 | 0.9 | 3.2 | 10.7 |
| 4  | B.J. Armstrong  | 25   | 19 | 19 | 33.8 | 4.6  | 8.8  | .524 | 1.1 | 2.2 | .512 | 1.1 | 1.2 | .909 | 0.3 | 1.2 | 1.5 | 3.3 | 1.0 | 0.1 | 0.7 | 2.6 | 11.4 |
| 5  | Bill Cartwright | 35   | 19 | 19 | 23.4 | 2.4  | 5.2  | .465 | 0.0 | 0.0 |      | 1.5 | 1.9 | .778 | 1.5 | 3.0 | 4.5 | 1.5 | 0.6 | 0.2 | 0.7 | 2.7 | 6.3  |
| 6  | Scott Williams  | 24   | 19 | 0  | 20.8 | 2.3  | 4.6  | .506 | 0.0 | 0.1 | .000 | 0.8 | 1.5 | .552 | 2.1 | 3.7 | 5.8 | 1.4 | 0.4 | 0.9 | 1.3 | 3.1 | 5.5  |
| 7  | John Paxson     | 32   | 19 | 0  | 17.4 | 1.8  | 3.2  | .583 | 0.8 | 1.3 | .625 | 0.4 | 0.6 | .727 | 0.3 | 0.7 | 1.0 | 1.7 | 0.3 | 0.1 | 0.2 | 1.6 | 4.9  |
| 8  | Stacey King     | 26   | 19 | 0  | 12.1 | 1.4  | 3.5  | .394 | 0.0 | 0.0 |      | 1.3 | 1.6 | .806 | 1.1 | 1.1 | 2.1 | 0.7 | 0.5 | 0.2 | 0.7 | 2.0 | 4.1  |
| 9  | Trent Tucker    | 33   | 19 | 0  | 10.9 | 1.0  | 2.4  | .413 | 0.6 | 1.4 | .462 | 0.2 | 0.3 | .500 | 0.2 | 0.7 | 0.9 | 1.0 | 0.4 | 0.0 | 0.4 | 0.8 | 2.8  |
| 10 | Will Perdue     | 27   | 13 | 0  | 7.8  | 0.8  | 1.5  | .500 | 0.0 | 0.0 |      | 0.4 | 0.8 | .500 | 1.2 | 1.2 | 2.3 | 0.4 | 0.1 | 0.2 | 0.6 | 1.4 | 1.9  |
| 11 | Rodney McCray   | 31   | 7  | 0  | 5.6  | 0.1  | 0.9  | .167 | 0.0 | 0.0 |      | 0.0 | 0.0 |      | 0.3 | 1.6 | 1.9 | 0.7 | 0.0 | 0.1 | 0.6 | 0.6 | 0.3  |
| 12 | Darrell Walker  | 31   | 9  | 0  | 2.4  | 0.1  | 0.4  | .250 | 0.0 | 0.0 |      | 0.2 | 0.3 | .667 | 0.0 | 0.1 | 0.1 | 0.6 | 0.0 | 0.0 | 0.1 | 0.0 | 0.4  |

## Galardones y récords
| Jugador        | Galardón |
| Michael Jordan | MVP de las Finales de la NBA Mejor quinteto de la NBA Mejor quinteto defensivo de la NBA All-Star Atleta del Año de Associated Press |
| Scottie Pippen | 3.er Mejor quinteto de la NBA Mejor quinteto defensivo de la NBA All-Star                                                            |
| Horace Grant   | 2.º Mejor quinteto defensivo de la NBA                                                                                               |